# Cornelsen Verlag
Pour les articles homonymes, voir Verlag.
Cornelsen Verlag est une maison d'édition allemande spécialisée dans le manuel scolaire tous niveaux et dans les outils multimédia éducatifs et didactiques.

## Histoire
Fondée en 1946 à Berlin par Franz Cornelsen et son épouse, cette société est restée à ce jour indépendante, et se place parmi l'une des plus importantes en Europe dans son domaine, et ce, en dépit de la crise que traverse le livre universitaire depuis plus de dix ans.
En 1954, elle rachète Velhagen & Klasing.
Dans les années 1970, Cornelsen intègre plusieurs autres éditeurs comme Hirschgraben, W. Girardet, Schwann-Bagel, Kamp et R. Oldenbourg Verlag. En 1989, Cornelsen acquiert une partie du fonds de l'éditeur est-allemand Volk und Wissen Verlag qui avait le quasi-monopole de l'édition scolaire en RDA.
Son catalogue, qui englobe 14 marques, comporte plus de 15 000 titres au rythme de 1 500 nouveautés par an.
En juillet 2012, la direction annonce qu'elle va se séparer d'actifs, son chiffre d'affaires 2011 ayant stagné.